# إرهاب يميني
الإرهاب اليميني أو إرهاب اليمين المتطرف هو إرهاب تدفعه مجموعة متنوعة من إيديولوجيات اليمين المتطرف المختلفة، أبرزها النازيون الجدد، والفاشية الجديدة، والفاشية الإيكولوجية، والقومية البيضاء، والانفصالية البيضاء، والقومية الإثنية، والقومية الدينية، ومعتقدات الوطنية/حركة المواطن المستقل المناهضة للحكومة، وأحيانًا مناهضة الإجهاض ومقاومة الضرائب. ظهر إرهاب اليمين الحديث لأول مرة في أمريكا الشمالية خلال عصر إعادة الإعمار (1863-1877)، ثم ظهر بعد ذلك في أوروبا الغربية والوسطى في سبعينيات القرن العشرين، وفي أوروبا الشرقية، بعد انهيار الاتحاد السوفيتي في عام 1991.

يستهدف إرهابيو اليمين الإطاحة بالحكومات واستبدالها بأنظمة قومية و/ أو فاشية. رغم أنها كثيرًا ما تستلهم إيديولوجيتها من إيطاليا الفاشية وألمانيا النازية مع بعض الاستثناءات، فإن الجماعات الإرهابية اليمينية كثيرًا ما تفتقر إلى إيديولوجية صلبة ومتماسكة.
يميل الإرهابيون اليمينيون إلى استهداف الأشخاص الذين يعتبرونهم أعضاءً ضمن مجتمعات غريبة، لكنهم قد يستهدفون أيضًا المعارضين السياسيين كالأفراد والجماعات اليسارية. إن الهجمات التي يرتكبها الإرهابيون اليمينيون ليست بهجمات عشوائية من قِبل أفراد وجماعات تسعى فقط إلى قتل الناس؛ إذ تُختار أهداف هذه الهجمات بعناية. ونظرًا لأن أهداف هذه الهجمات غالبًا ما تكون شريحة كاملة من المجتمعات، فلا يجري استهدافها كأفراد، إنما تُستهدف لأنها تعتبر تمثيلًا عن مجموعات يعتبرونها غريبة عنهم.

## الأسباب

### اقتصاد
كتب الخبير الاقتصادي الألماني أرمين فالك وآخرون في مقال عام 2011 أن جرائم الجناح اليميني المتطرف التي تتضمن دوافع عنصرية ومعادية للأجانب مرتبطة بمعدلات البطالة؛ فمع زيادة معدلات البطالة يزداد معدل جرائم اليمين المتطرف أيضًا. تناقش ورقة بحثية صدرت عام 2014 أن الإرهاب اليميني يزداد مع النمو الاقتصادي، على ما يبدو نتيجة أن مؤيديه غالبًا ما يكونون أشخاصًا عرضة للخسائر في ظل التحديث الاقتصادي. على النقيض من ذلك، وجدت دراسة أجريت عام 2019 أن المؤشرات الاقتصادية لم تتنبأ بالإرهاب اليميني في أوروبا، إنما مستويات الهجرة خارج الأوروبية كانت عامل التنبؤ الرئيسي؛ فإرهابيو اليمين لا يريدون مهاجرين في بلادهم ويسعون لطردهم بالقوة. وبالتالي، أحدثت الهجرة المتزايدة استياءً أكبر وبالتالي دافعًا أكبر للهجمات.

### السياسة الشعبوية اليمينية
في عام 2016 أشار توماس غريفين إلى أن الشعبوية اليمينية تُعد سببًا للإرهاب اليميني. بتعبير أبسط، تدعم الشعبوية تقدم «المواطن العادي» وليس أجندات النخبة المتميزة. يُعرّف غريفين الشعبويين اليمينيين بأنهم أولئك الذين يؤيدون الاستعراقية ويعارضون هجرة الأجانب إلى بلادهم. نظرًا لأن الشعبوية اليمينية تخلق مناخ «نحن في مواجهة هم»، فمن المرجح حدوث الإرهاب. كانت المعارضة الشديدة للإرهاب المنسوب للمسلمين من قبل الرئيس دونالد ترامب تحجب حقيقة إرهاب اليمين المتطرف في الولايات المتحدة، حيث يفوق عدد الهجمات الإرهابية اليمينية عدد الهجمات الإسلامية والهجمات اليسارية مجتمعة.
في أعقاب هجوما كرايستشيرش 2019، حيث أُطلقت النيران داخل مسجد النور ومركز لينود الإسلامي في مدينة كرايستشرش في نيوزيلندا على يد الإرهابي برينتون هاريسون تارانت، كتب الخبير في الإرهاب، غريغ بارتون، من جامعة ديكن في أستراليا (بلد تارانت الأم)، عن «البيئة السياسية السامة التي تسمح بتنامي الكراهية». قال بارتون على الرغم من أن التطرف اليميني في أستراليا ليس بخطورة حركات النازيين الجدد الأوروبية أو مختلف أنواع حركات سيادة البيض والقومية السامة التي تتجلى في السياسة الأمريكية، فقد حاول الحزبان الرئيسيان كسب الأصوات عبر استخدام لغة عنيفة وسياسات لاإنسانية، بدت وكأنها تخاطب ود الشعبويين اليمينيين. قال أيضًا: «كانت النتيجة نشازًا من خطاب الكراهية للدرجة التي كان من الصعب على المكلفين بمراقبة ظهور التطرف العنيف أن يفصلوه عن كل ضجيج التطرف في الخلفية».

### مجموعات متشددة
وفقًا لمُقدم ويوبنك (2006)، فإن الجماعات المرتبطة بالإرهاب اليميني تشمل عصابات حليقي رؤوس سيادة البيض، ومثيري الشغب من اليمين المتطرف والمتعاطفين معهم. يتبنى «المرشدون المفكرون» للحركات الإرهابية اليمينية الرأي القائل بأنه يجب على الدولة «التخلص من العناصر الأجنبية التي تقوضها من الداخل» كي يتسنى لها «التوفير لمواطنيها الشرعيين والطبيعيين».
في أستراليا، علق الخبراء والشرطة وغيرهم على فشل السلطات في التصرف بفعالية من أجل مكافحة التطرف اليميني، وتعهدت الحكومة بوضع الأفراد والجماعات اليمينية المتطرفة تحت مزيد من التدقيق والضغط، إذ أدلى وزير الشؤون الداخلية مايك بيزولو بتعليقات قوية أمام إحدى اللجان البرلمانية. بعد أسبوع من هجوما مسجد كرايستشيرش في كرايستشيرش، نيوزيلندا، اتضح أن برينتون هاريسون تارانت الأسترالي المولد -مرتكب إطلاق النار- كان نشطًا قبل ثلاث سنوات على صفحات فيسبوك لمجموعتين للقومية البيضاء مقرهما في أستراليا، وأشادت مجموعتا يونايتد باتريوتس فرونت (يو بّي إف) وترو بلو كرو(تي بي سي) بزعيم الجبهة النازية الجديدة بلير كوتريل بينما احتفلوا جميعًا بفوز دونالد ترامب في الانتخابات الرئاسية لعام 2016 في الولايات المتحدة. عُرض أيضًا على تارانت عضوية في مجموعة لادز سوسايتي، وهو نادي قتال مناصر للقومية البيضاء أسسه كوتريل.
في الولايات المتحدة، كتب بريان ليفين، مدير مركز دراسة الكراهية والتطرف في جامعة ولاية كاليفورنيا، سان برناردينو وضابط شرطة نيويورك السابق، كتب عن نمو القومية البيضاء قائلًا إن المناخ السياسي للاستقطاب «قد أتاح الفرصة للمتعصبين العنيفين، سواء على الإنترنت أو خارجه. إذ توفر أوقات التغيير والخوف والصراع للمتطرفين والمتآمرين فرصة لتقديم أنفسهم كبديل للخيارات التقليدية السائدة التي تفقد الثقة باطراد». وقد اقتبس من وجهة نظر العميل السابق في مكتب التحقيقات الفدرالي، إيرول ساوثرز، قوله بأن تفوق البيض «يُعولم بوتيرة سريعة جدًا» وحث الحكومة على عقد جلسات استماع للتحقيق في التطرف المحلي. وأشار علماء الاجتماع في جامعة دايتون إلى أصل القومية البيضاء في الولايات المتحدة وانتشارها إلى دول أخرى، ولاحظوا أيضًا أن كراهية مهاجم كرايستشيرش للمسلمين مستوحاة من القومية الأمريكية البيضاء.
ذكرت رابطة مكافحة التشهير أن الدعاية العنصرية البيضاء وجهود التجنيد في الجامعات وحولها قد تزايدت بشكل حاد، مع 1187 حادثة في عام 2018 مقارنة بـ 421 في عام 2017 وهو ما يتجاوز بكثير أي عام سابق. يعتمد الإرهابيون اليمينيون المتطرفون على مجموعة متنوعة من الاستراتيجيات مثل النشر والطقوس العنيفة والحفلات المنزلية للتجنيد التي تستهدف في الغالب الشباب الغاضب والمهمش الذين يبحثون عن حلول لمشاكلهم. لكن أكثر أدوات التجنيد فعالية لديهم هي الموسيقى المتطرفة التي تتفادى المراقبة من أطراف معتدلة كالأهل وسلطات المدرسة. تشمل بعض عوامل الخطر التي تسهل التجنيد التعرض للعنصرية أثناء الطفولة، والأسر المفككة مثل الوالدين المطلقين، والاعتداء الجسدي والعاطفي والجنسي والإهمال وخيبة الأمل.

## إرهاب مقلد
في حالات المتطرفين اليمينيين، يستلهمون أحيانًا من قتلة جماعيين آخرين ويعتبرونهم نموذجًا لتنفيذ هجمات إرهابية في المستقبل. ومن الأمثلة البارزة على ذلك برينتون هاريسون تارانت، الأسترالي المولد الذي نفذ هجوما على مسجد كرايستشيرش الذي أسفر عن مقتل 51 شخص وإصابة 49 آخرين؛ إذ استشهد بالعديد من المهاجمين اليمينيين المتطرفين في وقت سابق، بما في ذلك، أندرس بهرنغ بريفيك منفذ هجوما النرويج 2011؛ وديلان روف الذي قتل تسعة أشخاص سود في إطلاق النار في كنيسة تشارلستون.
صرح جون تي.إرنست، منفذ حريق المسجد المتعمد في إسكونديدو، كاليفورنيا وإطلاق نار جماعي في كنيس يهودي بالقرب من باواي، في رسالة مفتوحة أنه استلهم من تارانت وكذلك روبرت باورز المسؤول عن حادثة إطلاق نار كنيس بيتسبورغ. في أعقاب حريق إسكونديدو المتعمد، وترك كتابات على الجدران تقول «لبرينتون تارانت، -ت/بول/»، وقبل إطلاق النار على الكنيس، نشر خطابًا مفتوحًا على موقع تشان8 وحاول أن يبث بثًا مباشرًا للهجوم على فيسبوك لايف تمامًا كما فعل تارانت. ذكر إيرنست أيضًا في الرسالة المفتوحة «يوم المشنقة» وهي نقطة نقاش في أوساط القومية البيضاء والنازية الجديدة تشير إلى إعدام جميع غير البيض واليهود والليبراليين كما جاء بالتفصيل في رواية عام 1978 يوميات تورنر.
صرّح باتريك كروسيوس، المشتبه بتورطه في إطلاق النار الجماعي في متجر وول مارت في إل باسو، تكساس في 3 أغسطس 2019 والذي أسفر عن مقتل 22 شخصًا وإصابة 24 آخرين (تقريبًا معظمهم أمريكيون من أصل إسباني ومكسيكيون). صرّح في بيان عبر الإنترنت يسمى الحقيقة المرّة أنه دعم تارانت وبيانه. على غرار تارانت، نشر كروسيوس بيانه في تشان8 بالإضافة إلى رسالة إخطار من كلية كولين.

## دور الإعلام

### وسائل التواصل الاجتماعي
كانت منصات وسائل التواصل الاجتماعي إحدى الوسائل الرئيسية لتبادل ونشر الأفكار اليمينية المتطرفة وخطاب الكراهية، ما أدى إلى نقاش واسع النطاق بشأن حدود حرية التعبير وأثرها على الأعمال الإرهابية وجرائم الكراهية. في عام 2018، أشار باحثون في الولايات المتحدة إلى نظام التوصية لمنصة يوتيوب باعتباره يروج لمجموعة من المواقف السياسية، مثل الليبرتارية الرئيسية والمحافظة والقومية البيضاء الصريحة. تُستخدم العديد من مجموعات المناقشة والمنتديات الأخرى على الإنترنت لنشر التطرف اليميني على الإنترنت. كان روبرت باورز، مرتكب حادثة إطلاق نار كنيس بيتسبرغ، وهو حادث إطلاق نار جماعي في كنيس شجرة الحياة اليهودي (كنيس أور لسيمخا) في مدينة بيتسبرغ بولاية بنسلفانيا، صاحب حساب مؤكد على موقع جاب، وهو موقع إلكتروني يعمل كبديل لمنصة تويتر من أجل «حرية التعبير»، وكان ينشر دعاية تخص معادية السامية والنازية الجديدة وإنكار الهولوكوست، بالإضافة إلى تفاعله أو إعادة نشره لمنشورات تخص خمسة شخصيات تنتمي إلى اليمين البديل: براد غريفين، المعروف أيضًا باسم «هنتر والاس»، وهو تابع لمنظمة عصبة الجنوب وصاحب مدونة أوكسيدنتال ديسنت، ودانيال ماكماهون، المعروف أيضًا باسم «جاك كوربين»، والذي يعرّف نفسه بأنه «فاشي» و«صائد حركة أنتيفا»، وباتريك ليتل، وهو جمهوري سابق من حزب كاليفورنيا الجمهوري، وجاريد واياند صاحب مشروع بيرج، ودانيال كينيث جيفريز، المعروف أيضًا باسم غراندبا لامبشيد، وهو تابع للموقع الإخباري ذا ديلي ستورمر وراديو آريان. تبين أن تويتر يعرض إعلانات موجهة إلى 168 ألف مستخدم يتبعون فئة نظرية مؤامرة الإبادة الجماعية البيضاء، وقد جرى حذفهم بعد فترة وجيزة من مراجعة الصحفيين لهم في أعقاب حادثة إطلاق نار كنيس بيتسبورغ. بعد إتلاف كنيس يهودي في بروكلين، ومع تهديدات القتل، أصبحت عبارة «اقتلوا جميع اليهود» كموضوع بحث وتريند على تويتر.
سجل الإرهابي، الأسترالي المولد، برينتون هاريسون تارانت، مرتكب هجوما كرايستشيرش 2019، حيث أطلق النار داخل مسجد النور ومركز لينود الإسلامي في مدينة كرايستشرش بنيوزلندا، فيديو للهجمات على فيسبوك، وقد نُشر الفيديو على نطاق واسع في مواقع التواصل الاجتماعي بالإضافة إلى نشر بيانه الاستبدال العظيم على حسابه على فيسبوك وتويتر وعلى موقع 8تشان /بول/ حيث سيعلن لاحقًا عن الهجمات، وقبل ذلك كانت وسائل التواصل الاجتماعي الخاصة به مليئة بمواد عن القومية البيضاء ومعاداة الإسلام والفاشية الجديدة، وصورته الشخصية هي «الملصق الأسترالي»، صورة رجل من أستراليا برونزي البشرة، ذو شعر أشقر، يرتدي قبعة أكوبرا، وهي صورة يستخدمها مستخدمو الموقع الإلكتروني 8تشان و4تشان، إلى جانب ملصق «الكلب الأسترالي» الذي يمثل الفرعية الثانوية لليمين البديل. لدى حكومة نيوزيلندا بالفعل قوانين معمول بها تتعلق بالإرهاب يمكن بموجبها مقاضاة الأشخاص الذين يشاركون الفيديو، وأُعلن أن هذه القوانين سوف يجرى تفعيلها بقوة. تعهدت رئيسة الوزراء النيوزيلندية جاسيندا أرديرن أيضًا بالتحقيق في الدور الذي لعبته وسائل التواصل الاجتماعي في الهجوم واتخاذ إجراءات، ربما إلى جانب بلدان أخرى، ضد المواقع التي تبث الفيديو.
أصبح فيسبوك وتويتر أكثر نشاطًا في حظر المتطرفين من على منصاتهما في أعقاب المأساة. حُذفت من منصة فيسبوك الصفحات المرتبطة بحركة فيوتشر ناو أستراليا، بما في ذلك صفحتها الرئيسية ستوب ذا موسكس آند سيف أستراليا. حث قادة ناشطي اليمين المتطرف في أستراليا مؤيديهم على متابعتهم على موقع جاب بعد حظرهم على تويتر وفيسبوك. في 28 مارس 2019، أعلن فيسبوك أنهم حظروا محتوى القوميين البيض والانفصاليين البيض إلى جانب محتوى سيادة البيض. قام باتريك كروسيوس، الرجل المسؤول عن حادث إطلاق النار في إل باسو 2019، حيث قتل 22 شخصًا وأصاب 24 آخرين، قبل الحادثة بالإعجاب/ نشر/ إعادة نشر محتويات على حسابه على تويتر لدعم رئيس الولايات المتحدة الخامس والأربعين دونالد ترامب.

### وسائل الإعلام الجماهيري
كتب أوين جونز في صحيفة الغارديان عن الدور الذي قد تلعبه الصحافة في بريطانيا في المساعدة على تطرف إرهابيي اليمين المتطرف، نقلًا عن نيل باسو، رئيس مكافحة الإرهاب في بريطانيا. أشار باسو إلى صحيفة ديلي ميل وصحيفة ديلي ميرور باعتبارهما صحيفتان متهمتان على نحو خاص، في حين ضرب جونز أمثلة من صحيفة ذا تايمز وديلي تلغراف وذا سبكتاتور وغيرهما، مع مقالات تُنبئ عن ما يسمى بالماركسية الثقافية وعناوين مضللة مثل «واحد من بين كل خمسة مسلمين بريطانيين» يتعاطفون مع الجهاديين (ذا صن).

## أفريقيا

### جنوب أفريقيا
في عام 1993، قُتل كريس هاني، الأمين العام للحزب الشيوعي في جنوب إفريقيا، على يد البولندي المولد يانوش فالوش، وهو من اليمين المتطرف المناهض للشيوعية وكان قد أُعير سلاحًا ناريًا من قبل النائب اليميني المتطرف المؤيد للأبارتايد كلايف ديربي لويس.
غالبًا ما تُوصف حركة المقاومة الأفريكانية -منظمة شبه عسكرية تابعة للنازية الجديدة- بأنها إرهابية.
في عام 2010، أحبطت سلطات جنوب إفريقيا مؤامرة من قبل إرهابيين من اليمين المتطرف لارتكاب هجمات انتقامية لمقتل يوجين تيري بلانش، وضبطت متفجرات وأسلحة نارية.

## الأمريكتان

### الأرجنتين
كانت الرابطة الوطنية الأرجنتينية (بالإسبانية: Liga Patriótica Argentina) مجموعة شبه عسكرية داعمة للحركة الوطنية الأرجنيتينة، تأسست في بوينس آيرس في 16 يناير 1919 خلال الأسبوع المأساوي. ثم أُدمجت في الفيلق المدني الأرجنتيني في عام 1931.
كان التحالف الأرجنتيني ضد للشيوعية (بالإسبانية: Alianza Anticomunista Argentina، المعروف عادةً باسم تريبل إيه أو إيه إيه إيه) عبارة عن فرقة موت لليمين المتطرف تأسست في الأرجنتين في عام 1973 وكانت نشطة أثناء حكم إيزابيل بيرون (1974-1976).